# Borajno
Borajno (en serbe cyrillique : Борајно) est un village de Bosnie-Herzégovine. Il est situé dans la municipalité de Čajniče et dans la république serbe de Bosnie. Selon les premiers résultats du recensement bosnien de 2013, il compte 168 habitants.

## Démographie

### Évolution historique de la population dans la localité
| 1948 | 1953 | 1961 | 1971 | 1981 | 1991 | 2013 |
| ---- | ---- | ---- | ---- | ---- | ---- | ---- |
| -    | -    | 621  | 534  | 455  | 340  | 168  |

|  |